# Lis Nilheim
Karen Lis Nilheim (ibland skrivet Liz Nilheim), född 5 juni 1944 i Stockholm, död 25 februari 2025 i Stockholm, var en svensk skådespelare. 
För en bredare publik var hon mest känd som hembiträdet Alva i filmatiseringen av Astrid Lindgrens Madicken.
Lis Nilheim var sedan slutet av 1960-talet sambo med regissören/skådespelaren Lars Göran Carlson.

## Biografi

### Tidiga år
Lis Nilheim växte upp på Södermalm i Stockholm som dotter till kapellmästaren Karl Nilheim och debuterade 15 år ung som sångerska i hans orkester.
I barn- och ungdomsåren var hon med i ABF:s amatörteater och när hon 1962 slutade gymnasiet började hon på Calle Flygare Teaterskola, som på den tiden hade sina lokaler i Stockholmsförorten Björkhagen. På skolan undervisade, förutom Flygare själv, bland andra Ellen Rasch, Curt Masreliez och Jan Håkansson, blivande regissör på Stockholms stadsteater.  
Herbert Stéen som var kapellmästare i Kar de Mumma-revyn på Folkan såg henne uppträda och rekommenderade henne för Kar de Mumma. Samtidigt med studierna hos Calle Flygare blev hon sedermera engagerad i 1962 och 1963 års revyer. I ensemblerna syntes förutom Kar de Mumma-habituéer som Lars Ekborg, Stig Järrel, Hjördis Petterson och Inga Gill även Git Gay, Robert Broberg och Stefan Ekman.

### Teaterroller och genombrott på TV
Efter sejouren på Folkan ville både hon och Stefan Ekman byta spår ett tag och sökte sig till Riksteatern där de fick engagemang. På hösten 1964 reste de på turné med George Bernard Shaws Man kan aldrig veta.
Sommaren 1965 uppträdde Nilheim med Robert Broberg igen, då i revyn Plank på Teater Narren vid Gröna Lund. Därefter var hon ett år vid Wasa Teater i Finland och hyllades bland annat för sin insats i wieneroperetten Den sköna lögnerskan av Just Scheu och Ernst Nebhut.
Åren 1967–1969 hade hon kontrakt på Helsingborgs stadsteater där hennes första roll var som Fanny i Marcel Pagnols Marius med Lars Passgård, i regi av Lars Göran Carlson. Med i föreställningen fanns också 16-åringen Stellan Skarsgård som gjorde Eldarens roll.

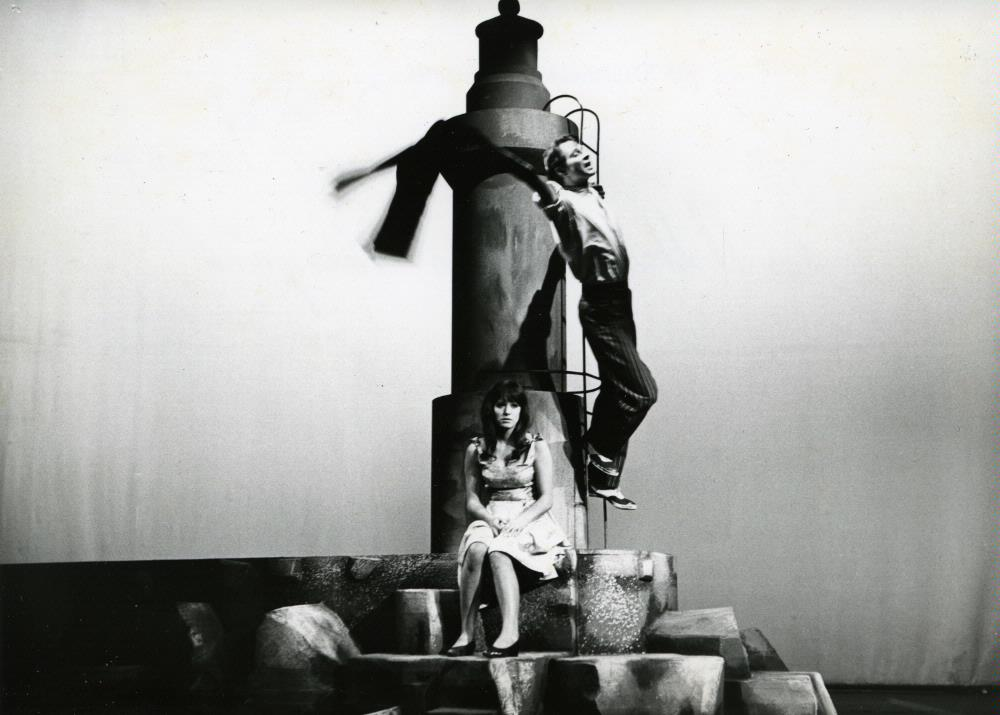
Lis Nilheim och Lars Passgård i Marius på Helsingborgs stadsteater.

Nilheim medverkade bland annat också i Brechts Den kaukasiska kritcirkeln som tog hela ensemblen i anspråk, bland andra teaterchefen själv Per Sjöstrand och Gurie Nordwall, Rune Blomquist, Rut Hoffsten, Per Jonsson, Anna-Greta Bergman och många andra. Den viktiga rollen som Sångaren gjordes av den färgstarke gästen Cornelis Vreeswijk.
Samtidigt med engagemanget på stadsteatern i Helsingborg medverkade Nilheim i TV-produktionerna Något att tala om i framtiden (1968), Harold Pinters Källarvåningen (1969) och i Jan Hemmels TV-serie Frida och hennes vän med Ernst-Hugo Järegård och Gunn Wållgren (1970).

### Stockholms stadsteater
Nilheims debut på Stockholms stadsteater  skedde redan 1966 när hon med kort varsel fick hoppa in för Axelle Axell i revyn Pyton. Så fort Axell tillfrisknat fick Nilheim istället ersätta Lena Söderblom i samma uppsättning.  
Efter att ha medverkat i familjeföreställningen Guld på Dramaten våren 1970 blev hon sedermera anställd vid stadsteatern. Den första rollen som anställd var som Jenny Eriksson i Hemmet av Kent Andersson och Bengt Bratt i Fred Hjelms regi. När teaterchefen Vivica Bandler sett henne i den uppsättningen bad hon Nilheim att stanna kvar i ensemblen "för evigt."[källa behövs] Det skulle fram till 2009 resultera i över sextio roller.
Hon arbetade genom åren med de flesta av stadsteaterns regissörer och fick därmed visa prov på sin mångsidighet som skådespelare. Direkt efter Hemmet följde Johan Bergenstråhles uppsättning av Minns du den stad, som gick för utsålda hus 121 gånger på Stora scenen. 
Bland övriga roller kan nämnas Natasja i Ragnar Lyths uppsättning av Gorkijs Natthärbärget, Ruby Batone i Horace McCoys pjäs Maratondansen, Hustrun i Henning Mankells Antiloperna i regi av Stefan Ekman, Yvonne i Carin Mannheimers Rika barn leka bäst, Vicky Nichols i Terrence McNallys musikal Allt eller inget, Gertrud i Hamlet, Isolde i Rastplats eller Alla gör så av Elfriede Jelinek. Henne varmt om hjärtat låg också de stora hustrurollerna i tre av Arthur Millers viktigaste pjäser: Beatrice i Utsikt från en bro, Linda Loman i En handelsresandes död och Kate Keller i Alla mina söner.
Nilheim, som även gärna sjöng på scen, medverkade också i kabaré- och musikföreställningar som Kabarett Verboten (1995), Bukowski & Jag (1998) och 50+ går till attack med Bengt Ernryd, Thomas Oredsson och Med Reventberg (2001).

### Privatteater
Teaterchefen och regissören Per Gerhard regisserade henne redan 1962 i Kar de Mumma-revyn och hon gjorde en mindre roll i hans uppsättning av Kaktusblomman, på Vasan 1966. Samarbetet med Gerhard återupptogs 1983 med Vasan-uppsättningen av Michael Frayns fars i teatermiljö: Rampfeber med Gösta Bernhard, Inga Gill, Siv Ericks och Martin Ljung. Nilheim hade i den stor framgång med rollen som den oerfarna Tess Ashton som hela tiden tappar sina kontaktlinser. Året därpå följde farsen Gamle Adam av Franz Arnold och Ernst Bach med Carl-Gustaf Lindstedt. Hon spelade även Lilly Atterbom i Ray Cooneys Hotelliggaren på Chinateatern med Suzanne Reuter, Peter Haber och Robert Gustafsson.

### Film- och TV-roller
1975 gjorde hon i filmen Maria rollen som den ensamstående modern Maria som tar sig an en frigiven fånge. För sin roll mottog hon en Guldbagge för bästa kvinnliga huvudroll 1975. 
För en bredare publik är hon känd som jungfru Alva i filmatiseringen av Astrid Lindgrens Madicken 1979. Bland andra filmroller kan nämnas Ann-Marie i Mats Arehns Mannen som blev miljonär och Agnes Bengtsson i Gunnar Hellströms film Raskenstam (1983). 
Nilheim spelade 1976 på TV-teatern som Lucietta - som älskar den stilige Filippetto - i Lars-Göran Carlsons Karlar är karlar om sanningen skall fram. Carlsons uppsättning byggde på hans egen bearbetning av Carlo Goldonis venetianska komedi I rusteghi från 1670-talet. Kjell Bergqvist, Birgitta Andersson och Ingvar Kjellson gjorde de andra huvudrollerna.  
En annan vilktig TV-teaterroll var som Curleys hustru i Steinbecks Möss och människor med Börje Ahlstedt, Lars Amble och Lars-Göran Carlson. 1985 spelade hon i TV-serien Lösa förbindelser, där Nilheims rollfigur Stina var med i 23 av seriens 30 avsnitt.  
Nilheim gästspelade i populära TV-serier som Rederiet, Snoken, Sjukan och Tre kronor och hon var 2007 med i Johan Klings film Darling.

## Filmografi (urval)
| - 1964 – Åsa-Nisse i popform - 1975 – Maria - 1979 – Du är inte klok, Madicken - 1979 – Jag är med barn - 1980 – Mannen som blev miljonär - 1980 – Madicken på Junibacken - 1981 – Tuppen - 1981 – Varning för Jönssonligan - 1982 – Gräsänklingar - 1983 – Mot härliga tider - 1983 – Raskenstam - 1986 – Plötsligt skulle vi skiljas - 1996 – Att stjäla en tjuv - 1996 – Pinocchios äventyr (svensk röstversion) - 1997 – Selma & Johanna - en roadmovie - 2003 – Paradiset - 2007 – Darling | - 1970 – Frida och hennes vän (TV-serie) - 1971 – Den byxlöse äventyraren (TV-serie) - 1971 – Här ligger en hund begraven (TV-serie) - 1972 – Bröderna Malm (TV-serie) - 1973 – Då är man nog ganska rädd (TV-film) - 1974 – Pang i bygget - 1974 – Tjena Gary (TV-film) - 1979 – Madicken (TV-serie) - 1980 – Spela Allan (TV-serie) - 1982 – Zoombie (TV-serie) - 1983 – Spanarna (TV-serie) - 1983 – Den tredje lyckan (TV-serie) - 1983 – Distrikt 5 (TV-serie) - 1985 – Lösa förbindelser (TV-serie) - 1985 – Bombardemagnus (TV-serie) - 1987 – Råsopen (TV-film) - 1988 – Guld! (TV-serie) - 1989 – Klassliv (TV-serie) - 1990 – Destination Nordsjön (TV-serie) - 1991 – Kopplingen (TV-serie) - 1992 – En komikers uppväxt (TV-serie) - 1995 – En nämndemans död (TV-serie) - 1995 – Majken (TV-serie) - 1995 – Sjukan (TV-serie) - 1996 – Nudlar och 08:or (TV-serie) - 1998 – Den tatuerade änkan (TV-film) - 1999 – Jakten på en mördare (TV-serie) - 2002 – Taurus (TV-serie) |

## Teater

### Roller (ej komplett)
| År   | Roll                       | Produktion                                                                          | Regi                                                   | Teater                   |
| ---- | -------------------------- | ----------------------------------------------------------------------------------- | ------------------------------------------------------ | ------------------------ |
| 1962 | Medverkade                 | Kar de Mumma-revyn 1962 Kar de Mumma                                                | Hasse Ekman                                            | Folkan                   |
| 1963 | Medverkade                 | För vänskaps skull Kar de Mumma                                                     | Per Gerhard                                            | Folkan                   |
| 1964 | Dolly                      | Man kan aldrig veta (You Never Can Tell) Georg Bernard Shaw                         | Bo Forsberg                                            | Riksteatern              |
| 1965 | Rosemary                   | Alltsedan paradiset (Ever since paradise ) J. B. Priestley                          | Gösta Cederlund                                        | Riksteatern              |
| 1965 | Fanny Emmetsrieder         | Den sköna lögnerskan (Die schöne Lügnerin) Just Scheu och Ernst Nebhut              | Bo Forsberg                                            | Wasa Teater, Finland     |
| 1966 | "Våren" av Botticelli      | Kaktusblomman (Fleur de cactus) Pierre Barillet/Jean-Pierre Grédy                   | Per Gerhard                                            | Vasateatern              |
| 1967 | Fanny                      | Marius Marcel Pagnol                                                                | Lars Göran Carlson                                     | Helsingborgs stadsteater |
| 1968 | Ludowika                   | Den kaukasiska kritcirkeln (Der kaukasische Kreidekreis) Bertolt Brecht             | Håkan Ersgård                                          | Helsingborgs stadsteater |
| 1968 | Valerie Pitman             | Hallå där! (Say Who You Are) Keith Waterhouse och Willis Hall                       | Håkan Ersgård                                          | Helsingborgs stadsteater |
| 1968 | Flickan                    | Din stund på jorden Vilhelm Moberg                                                  | Per Sjöstrand                                          | Helsingborgs stadsteater |
| 1968 |                            | Kung Ubu (Ubu-roi) Alfred Jarry                                                     | Lars Göran Carlson                                     | Helsingborgs stadsteater |
| 1968 |                            | SOS eller Sanningen om säkerheten Tore Zetterholm                                   | Lars Göran Carlson                                     | Helsingborgs stadsteater |
| 1969 |                            | Sandlådan Kent Andersson och Bengt Bratt                                            | Lars-Levi Læstadius                                    | Helsingborgs stadsteater |
| 1970 | Medverkande                | Guld Allan Rune Pettersson / Lennart Hellsing                                       | Lars Göran Carlson                                     | Dramaten/ Södra Teatern  |
| 1970 | Jenny Eriksson             | Hemmet Kent Andersson/Bengt Bratt                                                   | Fred Hjelm                                             | Stockholms stadsteater   |
| 1970 | Gertrude, Sångerskan       | Minns du den stad Per Anders Fogelström                                             | Johan Bergenstråhle                                    | Stockholms stadsteater   |
| 1971 | Liz                        | Räddad (Saved) Edward Bond                                                          | Jan Håkanson                                           | Stockholms stadsteater   |
| 1971 | Diana                      | Slutet gott, allting gott (All's Well That Ends Well) William Shakespeare           | Jonas Cornell                                          | Stockholms stadsteater   |
| 1971 | Medverkande                | Mr. President Jan Bergquist / Hans Bendrik                                          | Jan Bergquist                                          | Stockholms stadsteater   |
| 1973 | Kabarésångerskan           | An der schönen blauen Donau Ödön von Horvath                                        |                                                        | Stockholms stadsteater   |
| 1973 | Marianne Sinclair m. fl    | Gösta Berlings saga Selma Lagerlöf                                                  | Johan Bergenstråhle Marie-Louise De Geer Bergenstråhle | Stockholms stadsteater   |
| 1975 | Natasja                    | Natthärbrget (На дне, Na dne) Maksim Gorkij                                         | Ragnar Lyth                                            | Stockholms stadsteater   |
| 1977 | Eva                        | Drottningjakten Göran O. Eriksson/Ragnar Lyth                                       | Ragnar Lyth                                            | Stockholms stadsteater   |
| 1979 | Bezka, piga                | Två på häst och en på åsna (Dva na koni, jeden na oslu) Oldrich Danek               | Thomas Ryberger                                        | Stockholms stadsteater   |
| 1982 | Ruby Batone nr:5           | Maratondansen (They Shoot Horses Don't They) Horace McCoy                           | Fred Hjelm                                             | Stockholms stadsteater   |
| 1983 |                            | Rosornas krig William Shakespeare                                                   | Elisabeth G. Söderström                                | Stockholms stadsteater   |
| 1983 | Tess Ashton                | Rampfeber (Noises Off) Michael Frayn                                                | Per Gerhard                                            | Vasateatern              |
| 1984 |                            | Gamle Adam (Der wahre Jacob) Franz Arnold och Ernst Bach                            | Per Gerhard                                            | Vasateatern              |
| 1988 | Babe Botrelle              | Ensamma hjärtan (Crimes of the Heart) Beth Henley                                   | Lena Söderblom                                         | Stockholms stadsteater   |
| 1990 | Amy,grevinna de Gosswill   | Kean Alexandre Dumas den äldre                                                      | Jan Maagaard                                           | Stockholms stadsteater   |
| 1990 | Solveig                    | Isbjörnarna Jonas Gardell                                                           | Annika Silkeberg                                       | Stockholms stadsteater   |
| 1992 | Spara                      | Spara och Slösa Gunnar Ohrlander / Lena Persson                                     | Axelle Axell                                           | Stockholms stadsteater   |
| 1995 | Medverkade                 | Kabaret Verboten Jerermy Lawrence                                                   | Lars Edström                                           | Stockholm stadsteater    |
| 1996 | Yvonne                     | Rika barn leka bäst Carin Mannheimer                                                | Lena Söderblom                                         | Stockholms stadsteater   |
| 1997 | Yente                      | Spelman på taket (Fiddler on the Roof) Jerry Bock, Sheldon Harnick och Joseph Stein | Georg Malvius                                          | Stockholms stadsteater   |
| 1999 | Lilly Atterbom             | Hotelliggaren (Two Into One) Ray Cooney                                             | Bo Hermansson                                          | Chinateatern             |
| 1999 | Fru Squeers Fru Snevelicci | Nicholas Nickleby David Edgar                                                       | Georg Malvius                                          | Stockholms stadsteater   |
| 2003 | Vicki Nichols              | Allt eller inget (The Full Monty) Terrence Mcnally och David Yazbek                 | Marianne Mörck                                         | Stockholms stadsteater   |
| 2004 | Gertrud                    | Hamlet William Shakespeare                                                          | Philip Zandén                                          | Stockholms stadsteater   |
| 2004 | Lärarinnan Annie           | Din stund på jorden Vilhelm Moberg                                                  | Leif Stinnerbom                                        | Stockholms stadsteater   |
| 2006 | Asta Ulla-Britt            | Jösses flickor – Återkomsten Malin Axelsson                                         | Maria Löfgren                                          | Stockholms stadsteater   |
| 2007 | Hertiginnan av York        | Richard III (The Life and Death of King Richard the Third) William Shakespeare      | Anette Norberg                                         | Stockholms stadsteater   |

## Bilder

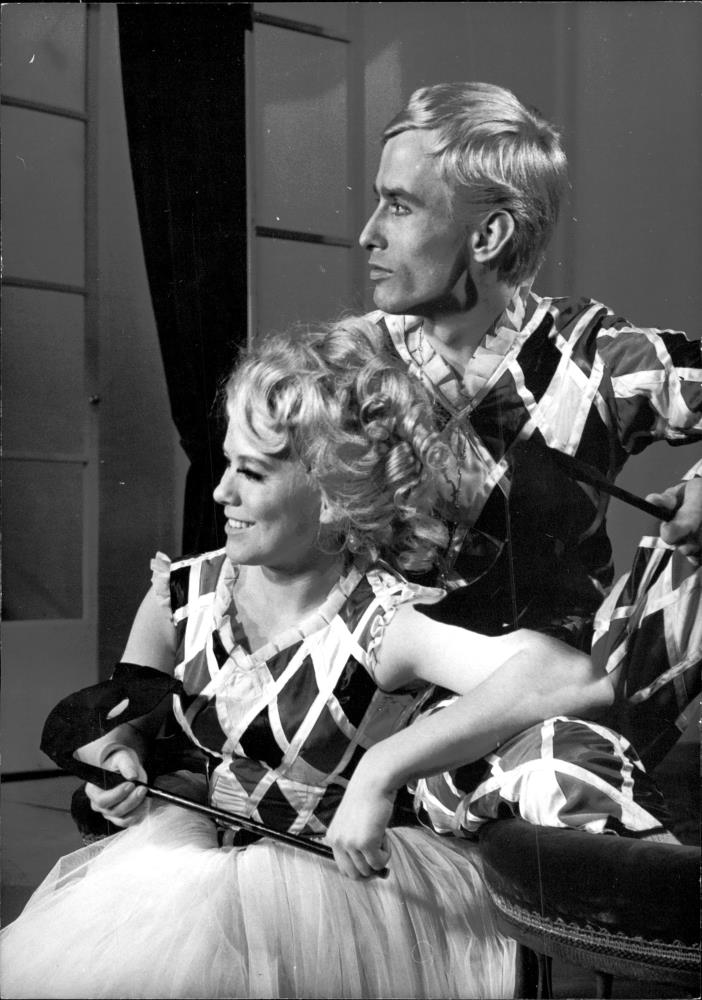
Lis Nilheim och Stefan Ekman 1964.
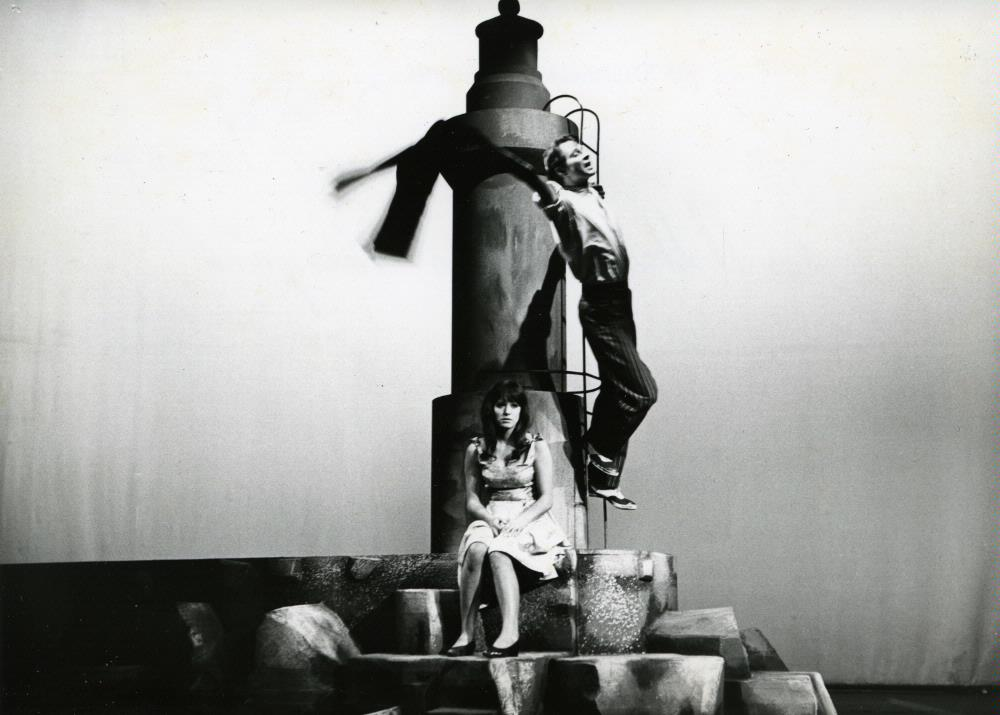
Lis Nilheim och Lars Passgård i Marius på Helsingborgs stadsteater 1967.